# Рудня (Игнатпольский сельский совет)
Ру́дня (укр. Рудня) — село на Украине, находится в Овручском районе Житомирской области на реке Жерев.
Код КОАТУУ — 1824282709. Население по переписи 2001 года составляет 147 человек. Почтовый индекс — 11111. Телефонный код — 4148. Занимает площадь 0,314 км².

## Адрес местного совета
11163, Житомирская область, Овручский р-н, с. Игнатполь, ул. Ленина, 9а